# Groot rimpelmos
Groot rimpelmos (Atrichum undulatum) is een mos uit de haarmosfamilie (Polytrichaceae). Het komt voor op schaduwrijke, humusrijke, min of meer vochtige, leembodems, zoals op taluds in loofbossen.

## Determinatie
Groot rimpelmos vormt donkergroene zoden. De stengels zijn rechtopstaand, onvertakt en rondom bebladerd. De bladeren zijn vijf tot tien millimeter lang, tongvormig, lancetvormig en in dwarsrichting golvend, de onderzijde is getand. De bladrand is ruwweg dubbel gekarteld en gefranjerd. De bladnerf aan de bovenzijde van het blad heeft opstaande lamellen.

## Habitat
Groot rimpelmos is een eenhuizig topkapselmos dat op allerlei vochtige, mesotrofe tot meso-eutrofe, matig tot zwak zure, terrestrische standplaatsen als meerjarige kolonist optreedt. De bodems kunnen bestaan uit onder meer lemig zand, leem, laagveen en kalkarme of oppervlakkig ontkalkte klei. De soort mijdt strooisel en concurrentie door andere mossen en vaatplanten, maar verdraagt wel vrij veel schaduw. Groot rimpelmos wordt dan ook veel gevonden in bossen, waar het profiteert van kleinschalige dynamiek: het staat op paden en padranden, wortelkluiten, erosiekantjes, greppelwanden en andere open plekken. Vergelijkbare standplaatsen in de bebouwde kom zijn oude tuinen, gazons en ruderale terreinen. Sporenkapsels worden heel vaak gevormd, waardoor de soort snel geschikte standplaatsen kan koloniseren. Buiten het bos en de bebouwde kom verschijnt groot rimpelmos als pionier op kale bodem in afgegraven terreinen, op akkers, verse greppelwanden, slootkanten en afgekalfde beekoevers. Het staat ook wel op drooggevallen oevers van vennen en plassen. Op afgegraven laagveen verschijnt de soort veelvuldig als pionier. Kalkrijke kale substraten zijn echter ongeschikt. Zo wordt groot rimpelmos nooit aangetroffen op afgegraven, vochtige zand- en zavelbodems in de uiterwaarden van de grote rivieren.

## Verspreiding
Groot rimpelmos is wijdverbreid in Europa, behalve in de noordelijke gebieden. Het wordt ook gevonden in Noord-Amerika en Azië, evenals in Algerije en de Azoren. In Nederland komt het algemeen voor. Het is niet bedreigd en staat niet op de rode lijst.

## Fotogalerij

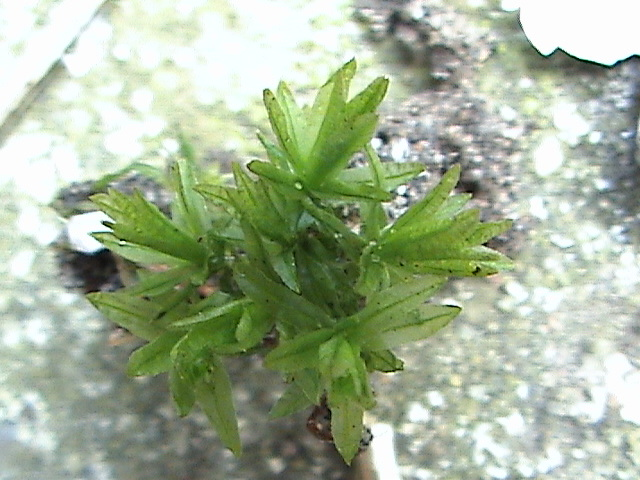
Bladverliezende bladeren close-up
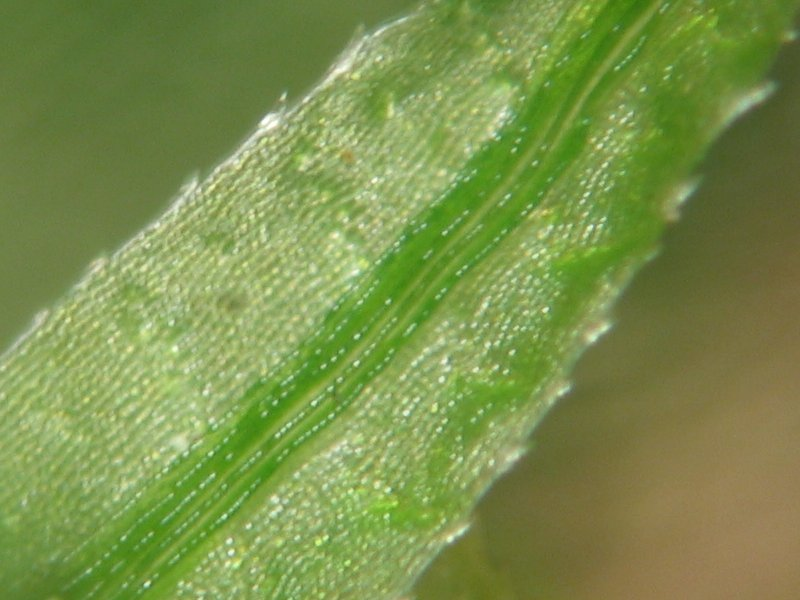
Assimilatielamellen aan de bovenzijde van het blad
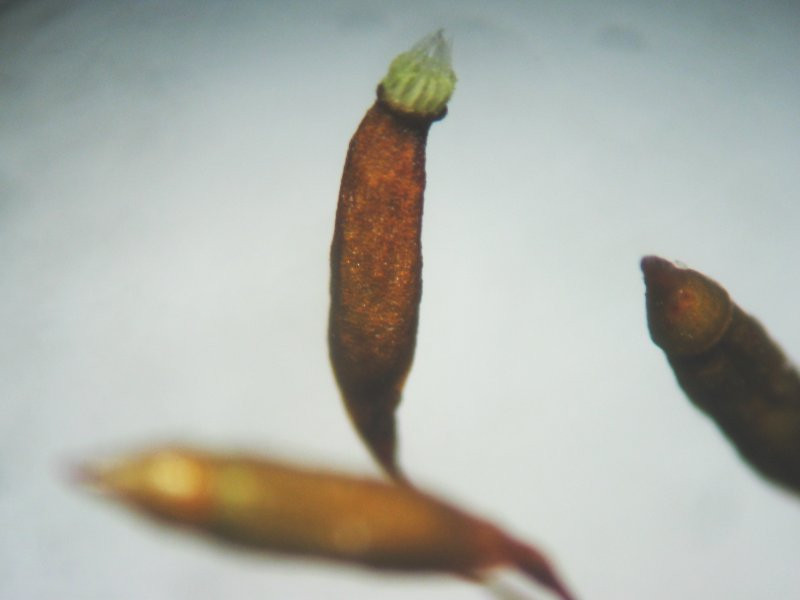
Kapsels
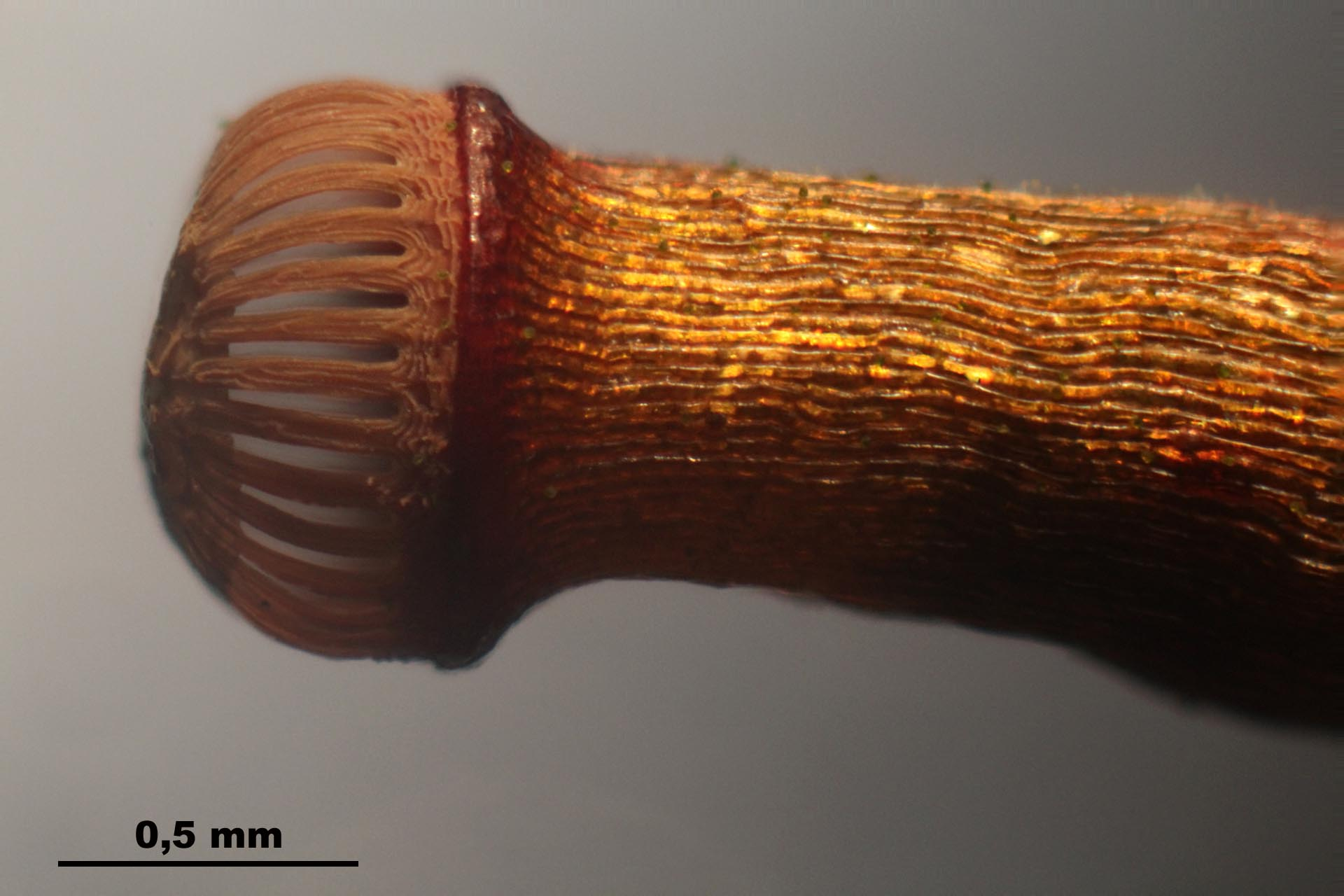
Sporenkapsel met peristoomtanden
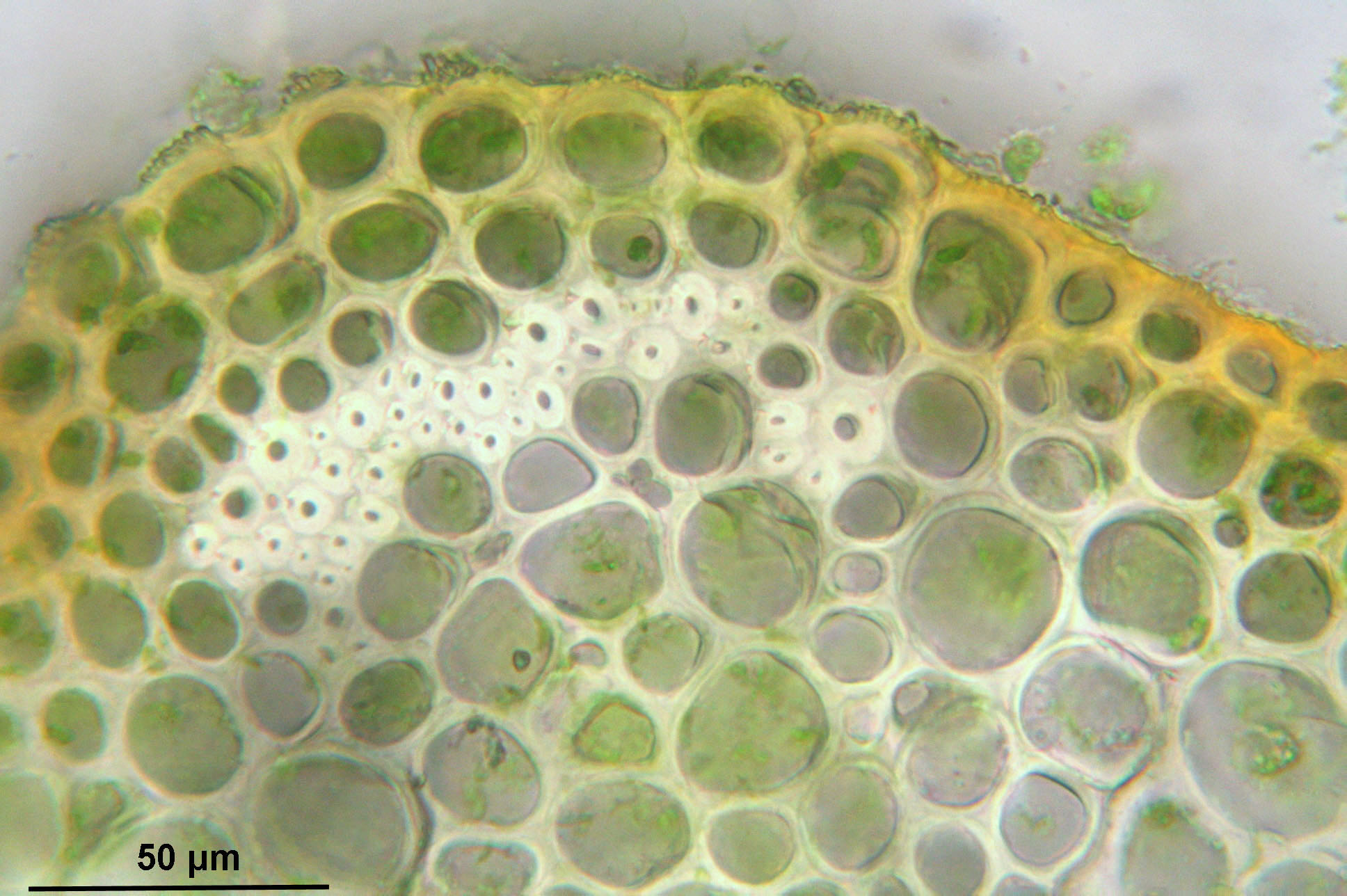
Doorsnede stengel
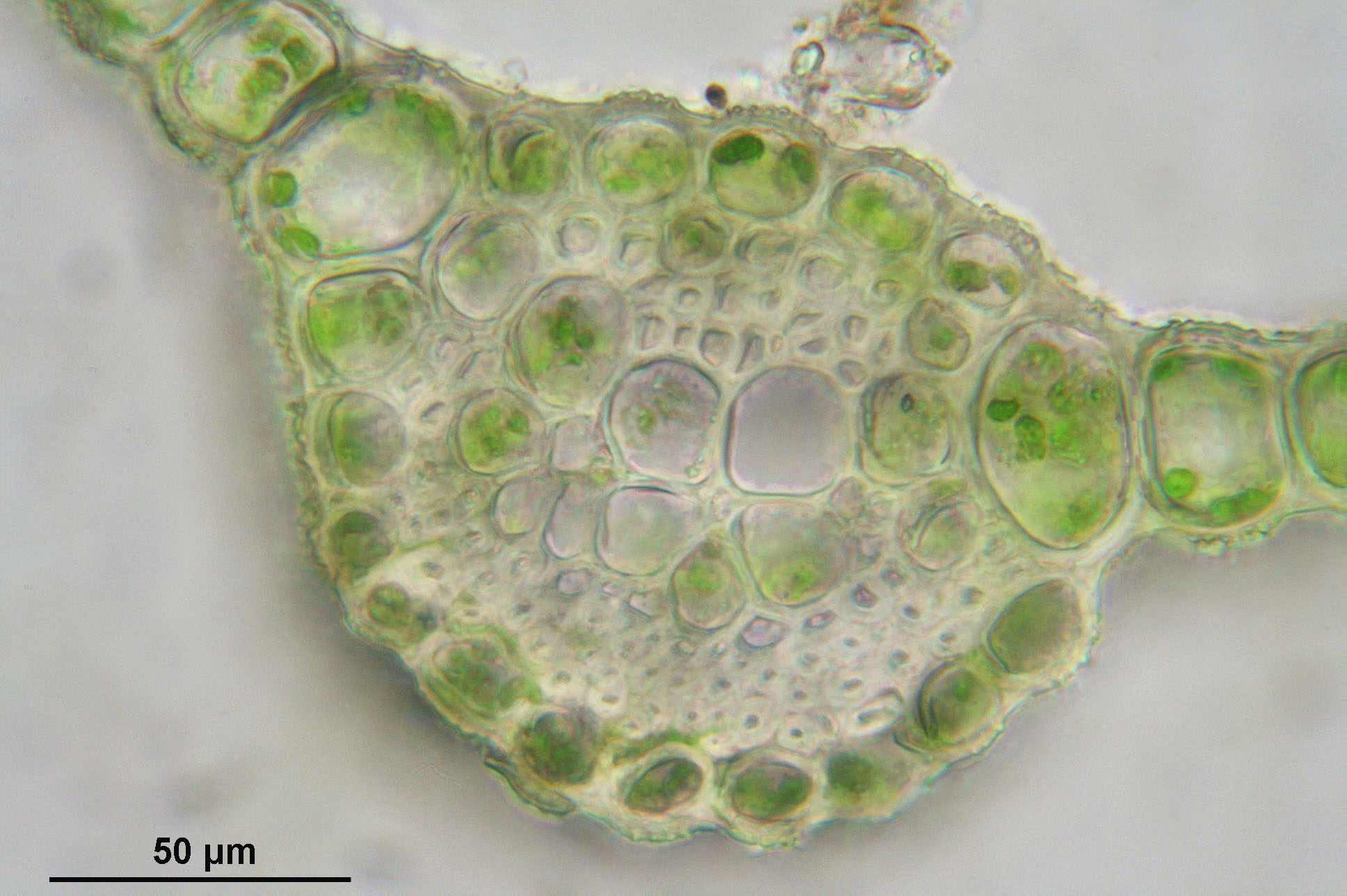
Doorsnede bladnerf
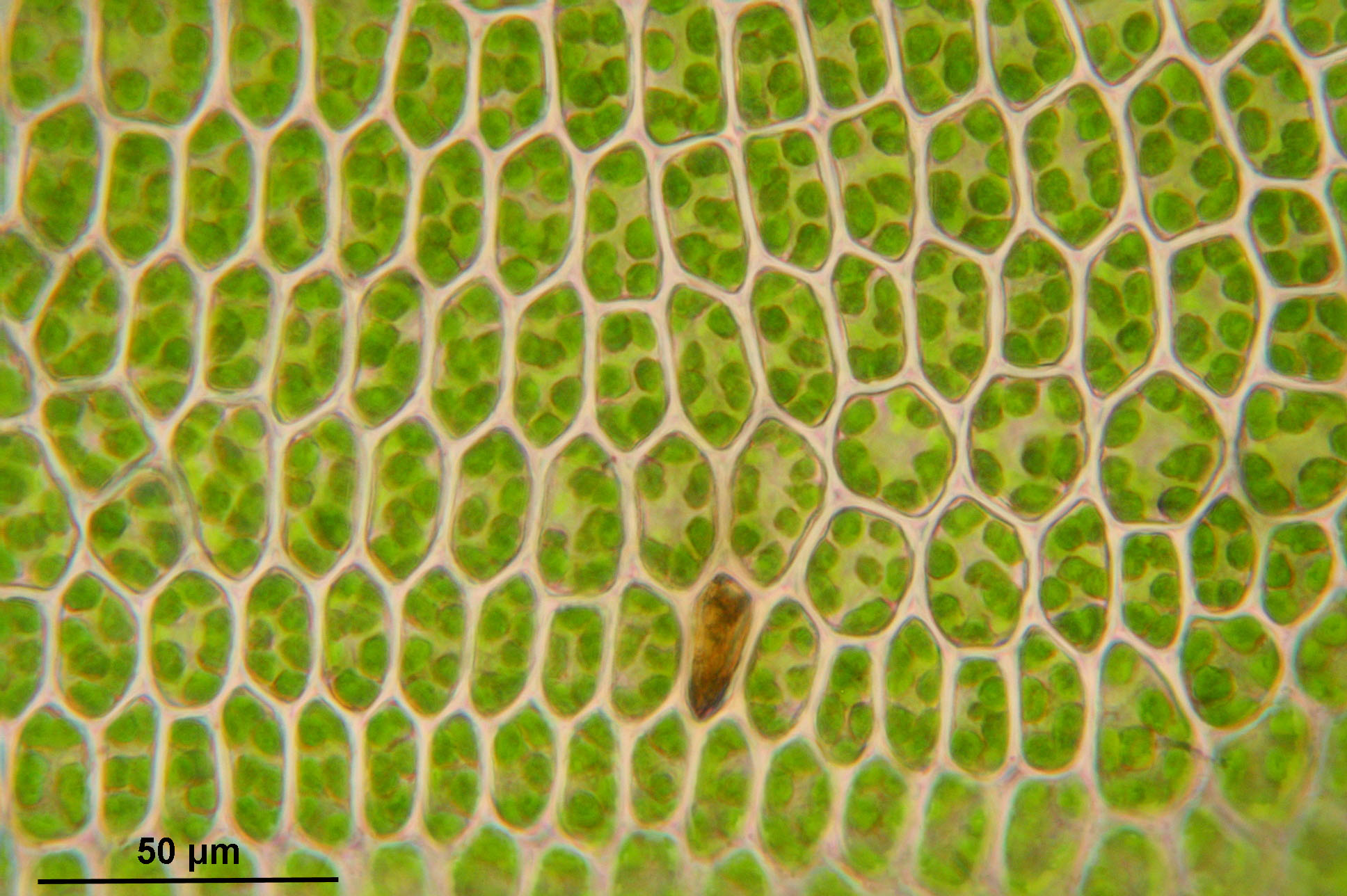
Bladcellen
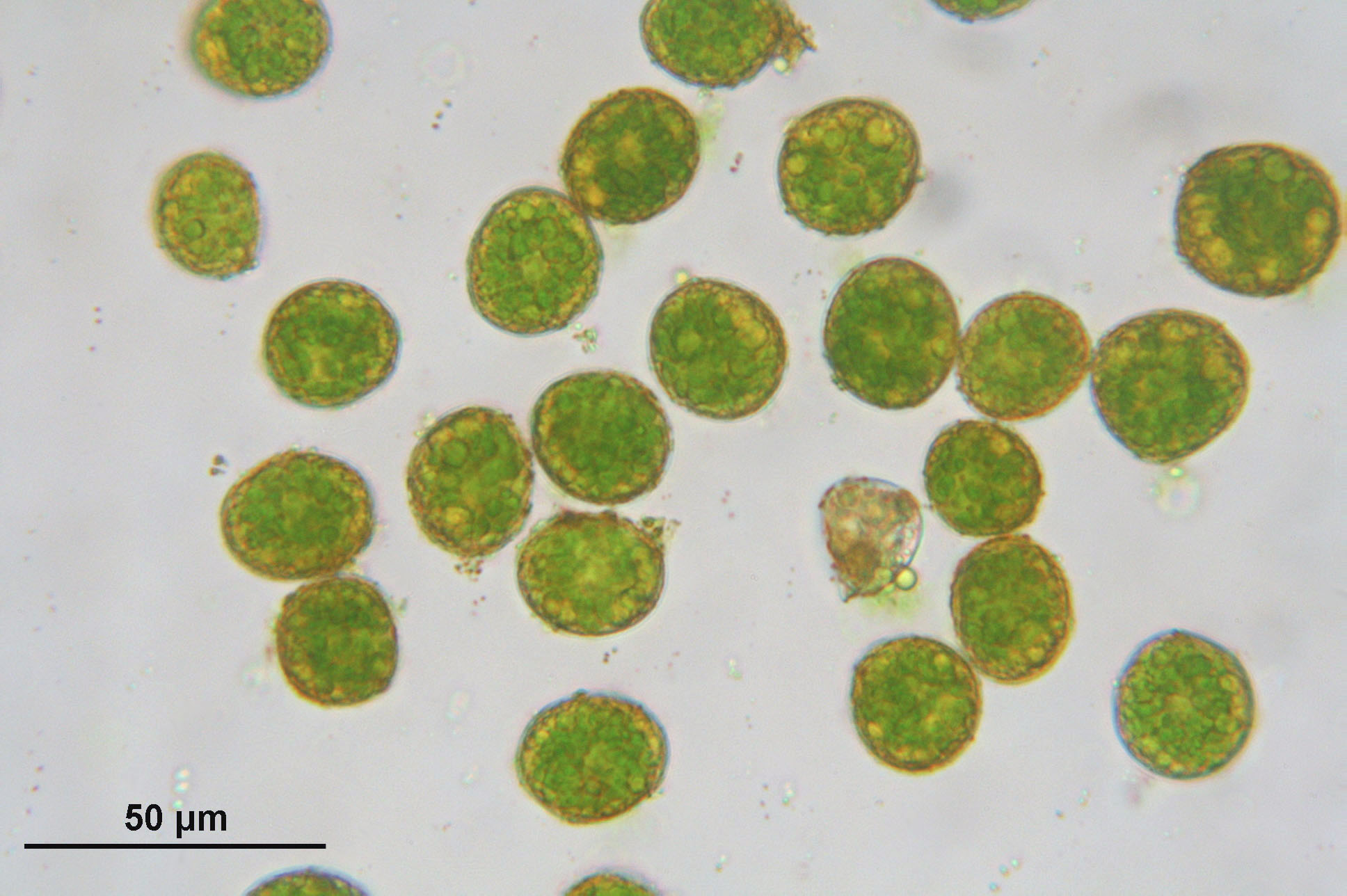
Sporen